# Ardlethan
Ardlethan – miasto w Australii, w stanie Nowa Południowa Walia, w regionie Riverina.